# Carlos Liscano
Carlos Liscano Fleitas (Montevideo, 18 marzo 1949 – Montevideo, 25 maggio 2023) è stato uno scrittore uruguaiano, in gioventù membro dei Tupamaros, arrestato nel 1972 e condannato, fu liberato nel 1985 e andò in esilio in Svezia. Rientrato nel suo paese nel 1996, è stato direttore della Biblioteca Nazionale dell'Uruguay tra marzo 2010 e aprile 2015. Durante il periodo in carcere, iniziò a scrivere. Il suo lavoro è segnato dall'influenza di Franz Kafka e Louis-Ferdinand Céline.

## Biografia
Da giovane aderì al MLN (movimento Tupamaro), movimento di guerriglia armata. Fu arrestato nel marzo 1972 e rimase prigioniero politico per 13 anni, sino al 1985. In questo periodo iniziò a scrivere. Dopo essere stato rilasciato alla fine della dittatura civile-militare uruguaiana (1973-1985), si è recò in Svezia, dove ha visse fino al giugno 1996, quando tornò nel suo paese. Da allora ha vissuto a Montevideo. In Svezia ha lavorato come addetto alle pulizie in un ospedale psichiatrico, insegnante di spagnolo e matematica e come traduttore dallo svedese allo spagnolo. Da lì cominciò a curare le sue prime opere di narrativa e poesia. Ha pubblicato narrativa, teatro, poesia, un saggio giornalistico sul caso Gelman argentino, un'intervista al presidente Tabaré Vázquez.
Quando tornò in Uruguay lavorò per Brecha e El País Cultural. Ha insegnato all'Università ORT dell'Uruguay, ha lavorato per la casa editrice Trilce e ha coordinato laboratori letterari. Nel 2009 fu nominato Vice Ministro della Cultura dal presidente Tabaré Vázquez. Dal marzo 2010 diventò, nominato dal presidente José Mujica, direttore della Biblioteca Nazionale dell'Uruguay. Nell'aprile 2015 fu destituito dall'incarico dopo una polemica con il ministro dell'Istruzione e della Cultura María Julia Muñoz. Durante la sua gestione della Biblioteca Nazionale, produsse un'importante trasformazione dell'istituto nelle sue infrastrutture edilizie e tecnologiche. Promosse inoltre la ricerca e l'inserimento nella collezione degli archivi di scrittori e intellettuali uruguaiani rafforzando il Dipartimento di ricerca letteraria e archivio con la costruzione di reti con università e centri di ricerca in tutto il mondo.
Membro fondatore della Casa degli Scrittori dell'Uruguay, di cui fu il primo presidente, le opere teatrali di Liscano sono state rappresentate in Francia, Canada, Stati Uniti, Messico, Costa Rica, Colombia, Argentina, Spagna e Svezia.
Le sue opere sono state tradotte in inglese, tedesco, italiano, portoghese, arabo e francese (nel caso di La vita del corvo bianco fu pubblicata per la prima volta in Francia dalla casa editrice Belfond, per cui dovette essere tradotta). In italiano: Lo scrittore e l'altro, Lavieri Edizioni, 2011; Verso Itaca, Edizioni dell'assenza, 2022; Il lettore erratico. L'informatore, Edizioni dell'assenza, 2022; Teatro, Edizioni dell'assenza, 2022. 
Il suo lavoro ha esercitato particolare attrazione sulla critica, che ha prodotto un gran numero di lavori sull'argomento, tra cui sette tesi di dottorato e quattro master e bachelor in Uruguay, Francia, Argentina e Brasile.
Morì a Montevideo nel maggio 2023 all'età di 74 anni.

## Opere (selezione)
- "El método y Otro juguletes carcelarios", 1987
- "Memorias de la guerra reciente", romanzo, 1988
- "Non ci saranno più costi per il futuro?", 1989
- "Agua estancada e altre storie", 1991
- "La mansión del tirano", romanzo, 1992
- "Il Ciarlatano", 1994
- "El camino a Itaca", romanzo, 1994
- "Miscellanea osservata", 1995
- "La ciudad de todos los vientos", romanzo, 2000
- "Il furgon de los locos", 2001

### Traduzioni
- "Tu momento en la tierra", 1995
- "Peer Gynt"
- "La Señorita Julia", 1999

## Premi e riconoscimenti
- 1989 - borsa di studio di un anno per scrittori dal Fondo per gli scrittori svedesi.
- 1989 - Non sarà più carico di futuro?, Menzione al Concorso di Poesia del Comune di Montevideo.
- 1989 - Memorie della recente guerra, Premio Serena Foglia.
- 1991 - L'acqua stagnante e altre storie, secondo premio al Concorso di Narrativa del Comune di Montevideo.
- 1991 - borsa di studio per traduttori dal Fondo per gli scrittori svedesi.
- 1992 - L'acqua stagnante e altre storie, Premio Bartolomé Hidalgo della Camera del Libro uruguaiana.
- 1993 - El Charlatán, menzione nel Concorso di Narrativa del Comune di Montevideo.
- 1993 - Premio della città di Stoccolma per i contributi all'educazione popolare.
- 1993 - borsa di studio biennale per scrittori del Fondo per scrittori svedesi.
- 1995 - La strada per Itaca, secondo premio per la narrativa del Ministero dell'Istruzione e della Cultura.
- 1995 - Finalista al concorso di racconti Juan Rulfo.
- 1997 - La mia famiglia, primo premio per il teatro dell'Amministrazione Comunale di Montevideo.
- 1996 - Miscellanea observata, secondo premio di poesia del Ministero dell'Istruzione e della Cultura.
- 1998 - The Informant, terzo premio per la narrativa del Ministero dell'Istruzione e della Cultura.
- 2000 - La sinuosa senta, Premio di Poesia Inedita del Comune di Montevideo.
- 2000 - La via sinuosa, primo premio per la Poesia Inedita Ministero dell'Istruzione e della Cultura
- 2000 - Premio Bartolomé Hidalgo della Camera del Libro uruguaiana per il lavoro svolto.
- 2000 - El van de los locos, primo premio del Ministero dell'Istruzione e della Cultura.
- 2002 - Teatro, primo premio Ministero dell'Istruzione e della Cultura.
- 2008 - Ma Famille vince il Premio del Pubblico al Festival del Teatro di Liegi.
- 2013 - Ordine di Cavaliere delle Arti e delle Lettere da parte del Governo francese.